# Club Deportivo Bellavista
El Club Deportivo Bellavista es un club de fútbol peruano radicado en el Distrito de Bellavista, departamento de Cajamarca. Fue fundado en 1953 y jugó la Etapa Regional de la Copa Perú en dos ocasiones.

## Historia
Fue fundado el 15 de junio de 1953 en el distrito de Bellavista, Cajamarca. Figuran como socios-fundadores-jugadores, los ciudadanos: Cristóbal Altamirano S., Oscar Delgado S., José Wong V., Oscar Castro, Rómulo Chávez M., José Alvarado, entre otros.
En 1992, luego de ganar la liga distrital de Bellavista y la provincial de Jaén, clasificó a la Etapa Departamental de Cajamarca resultando campeón; ya en la Etapa Regional de la Copa Perú 1993, quedó 2.º en su grupo solo superado por Aurich-Cañaña, club que clasificó al Hexagonal final, resultando campeón de ese año.
En la Copa Perú 2012 alcanzaron la semifinal departamental siendo eliminados por Cruzeiro Porcón por un marcador global de 3-1. En la Copa Perú 2014 fueron campeones departamentales y en la etapa regional quedaron  en tercer lugar de su grupo en la Región II detrás de Sport Rosario de Huaraz y Racing de Huamachuco.

## Uniforme
- Uniforme titular: Camiseta amarilla con pantalones negros  y medias negras.
- Uniforme alternativo: Camiseta blanca, pantalón negro y medias blancas.
- Auspiciadores: Paradizo

### Indumentaria y patrocinador
| Periodo           | Patrocinador |
| ----------------- | ------------ |
| 2012 - Actualidad | Real         |

| Periodo          | Patrocinador   |
| ---------------- | -------------- |
| 2010             | Galpón Falashy |
| 2011- Actualidad | Paradizo       |

## Estadio
Club Deportivo Bellavista ha utilizado distintos recintos en Copa Perú para jugar de local. El que más ha utilizado es el Estadio Municipal de Bellavista.

## Palmarés

### Torneos regionales
| Competición regional                  | Títulos     | Subcampeonatos |
| ------------------------------------- | ----------- | -------------- |
| Liga Departamental de Cajamarca (2/0) | 1992, 2014. |                |
| Liga Provincial de Jaén (1/0)         | 2012.       |                |